# 水谷碩之
水谷 碩之（みずや ひろゆき、1938年-　）は、日本の建築家。

## 略歴
愛知県生まれ。1962年、日本大学卒業後、坂倉準三建築設計研究所に入所。
以来坂倉建築研究所で建築設計に従事する。
その後アーキブレーン建築研究所を設立。
代表作に、Ntsシステム総合研究所がある。 

## 受賞
- 1984年, 東京都事務所協会優秀賞・東京都都市計画局長賞
- 1992年, BCS賞・中部建築賞受賞
- 1993年, 日本建築学会賞(作品)

## 著書
- ディテール126秋季号「開口部の表現」 1995年  彰国社
- 作品選集作品選奨 （1996）